# 島根県道295号日貫川本線
島根県道295号日貫川本線（しまねけんどう295ごう ひぬいかわもとせん）は、島根県邑智郡邑南町から邑智郡川本町に至る一般県道である。

## 概要
邑智郡邑南町日貫から邑智郡川本町大字因原に至る。

### 路線データ
- 起点：邑智郡邑南町日貫（島根県道・広島県道7号浜田作木線交点、島根県道297号皆井田江津線上）
- 終点：邑智郡川本町大字因原（島根県道291号別府川本線交点）

## 歴史
- 1966年（昭和41年）3月29日 - 島根県告示第423号により認定される。

前身は島根県道浜田川本線という主要地方道だった。
- 1972年（昭和47年）頃 - 現行の県道番号に変更される。
- 2004年（平成16年）10月1日 - 邑智郡石見町・羽須美村・瑞穂町が対等合併して邑智郡邑南町が成立したことにより起点の地名が変更される（邑智郡石見町日貫→邑智郡邑南町日貫）。

## 路線状況
江津市桜江町田津 - 邑智郡川本町大字因原間は国道261号の旧道である。

### 重複区間
- 島根県道297号皆井田江津線（邑智郡邑南町日貫）

## 地理

### 通過する自治体
- 島根県
  - 邑智郡邑南町 - 江津市 - 邑智郡川本町

### 交差する道路
| 交差する道路                                                           | 市町村名 | 市町村名 | 交差する場所 | 交差する場所 |
| ---------------------------------------------------------------------- | -------- | -------- | ------------ | ------------ |
| 島根県道・広島県道7号浜田作木線 島根県道297号皆井田江津線 重複区間起点 | 邑智郡   | 邑南町   | 日貫         | 起点         |
| 島根県道297号皆井田江津線 重複区間終点                                 | 邑智郡   | 邑南町   | 日貫         |              |
| 広島県道・島根県道112号三次江津線                                      | 邑智郡   | 邑南町   | 日和         |              |
| 国道261号                                                              | 邑智郡   | 川本町   | 大字因原     | [ 注釈 1 ]   |
| 島根県道291号別府川本線                                                | 邑智郡   | 川本町   | 大字因原     | 終点         |

### 沿線
- 日貫郵便局
- 邑南町立日貫小学校
- 日和郵便局
- 江の川
- 観音滝
- JR西日本三江線（廃線）
  - 石見川越駅 - 鹿賀駅 - 因原駅
- 道の駅インフォメーションセンターかわもと

### 峠
- 水越峠（邑智郡邑南町日和）
- 谷峠（邑智郡邑南町日和）